# رپتور (نرم‌افزار)
با استفاده از این نرم‌افزار می‌توان فلوچارت‌های هوشمند رسم نمود که قابل تبدیل به کد برنامه (کدنویسی) هستند.نسخه‌های ۲۰۱۱و ۲۰۱۲و ۲۰۱۶ که منبع باز هستند قابل دسترس و دانلود به صورت رایگان می‌باشد. نسخهٔ ۲۰۱۲ نرم‌افزار رپتور به صورت قابل حمل (پرتابل) می‌باشد و برای نصب نسخهٔ ۲۰۱۶ احتیاج به بروز رسانی ویندوز دارید.